# Michael Brudenell-Bruce, 8. Marquess of Ailesbury
Michael Sydney Cedric Brudenell-Bruce, 8. Marquess of Ailesbury (* 31. März 1926; † 12. Mai 2024 in London) war ein britischer Peer und Politiker.

## Leben und Karriere
Brudenell-Bruce war der älteste Sohn des Cedric Brudenell-Bruce, 7. Marquess of Ailesbury, aus dessen erster Ehe mit Joan Houlton Salter. Als Heir apparent seines Vaters führte er seit Geburt den Höflichkeitstitel Viscount Savernake und von 1961 bis 1974 den Höflichkeitstitel Earl Bruce.
Er besuchte das Eton College und diente später als Offizier der Royal Horse Guards in der British Army. Er erreichte dort den Rang eines Lieutenant und den Ehrenrang eines Captain.
Er arbeitete als Börsenmakler und wurde 1954 Mitglied der London Stock Exchange.

## Mitgliedschaft im House of Lords
Beim Tod des Vaters erbte er 1974 dessen Adelstitel als 8. Marquess of Ailesbury, 14. Earl of Cardigan, 9. Earl of Ailesbury, 8. Earl Bruce, 8. Viscount Savernake, 14. Baron Brudenell, 10. Baron Bruce of Tottenham, und 14. Baronet, of Deene, sowie den damals damit verbundenen Sitz im House of Lords. Im Parlament schloss er sich der Fraktion der Crossbencher an und hielt am 21. November 1979 seine Antrittsrede.
In den 1980er Jahren sprach er zu den Themen Renten, dem britischen Flottenstützpunkt in Gibraltar, dem Straßenverkehr und der britischen Botschaft in Kabul. Er meldete sich in den 1990er Jahren über die Sicherheit von Salman Rushdie, dem Alter von Hereditary und Life Peers sowie Alzheimer. Zuletzt meldete er sich am 4. November 1999 zu Wort.
Seinen Sitz verlor er durch den House of Lords Act 1999. Für einen der verbleibenden Sitze trat er nicht an.

## Familie
Brudenell-Bruce war dreimal verheiratet. Am 17. März 1952 heiratete er Edwina Sylvia de Winton-Wills (1933–2023), Tochter von Lt.-Col. Sir Ernest Wills, 4. Baronet. Sie ließen sich 1961 scheiden. Zusammen hatten sie drei Kinder, David Brudenell-Bruce, 9.Marquess of Ailesbury (* 1952), Lady Sylvia Davina Brudenell-Bruce (* 1954) die 1987 Peter M. Gould heiratete, und Lady Carina Doune Brudenell-Bruce (* 1956), die 1982 Anthony Le Brun heiratete.
Seine zweite Ehe wurde am 10. Juli 1963 mit Juliet Adrienne Lethbridge Kingsford, Tochter von Edward Hilary Lethbridge Kingsford, geschlossen. Das Paar wurde 1974 geschieden. Sie hatten zusammen zwei Kinder, Lady Louisa Brudenell-Bruce (* 1964) und Lady Kathryn Juliet Brudenell-Bruce (* 1965).
Am 18. September 1974 heiratete er Caroline Elizabeth Wethered (* 1937), Tochter von Commander Owen Francis MacTier Wethered. Sie ließen sich 1992 scheiden.
Er starb am 12. Mai 2024 im Alter von 98 Jahren durch einen Sturz aus einem Fenster seines Hauses bei dem Versuch, seine zwischen Fenster und Rahmen eingeklemmte Katze zu befreien. Sein ältester Sohn erbte seine Adelstitel.